# Список высших учебных заведений Ивановской области
В список высших учебных заведений Ивановской области включены образовательные учреждения высшего и высшего профессионального образования, находящиеся на территории Ивановской области и имеющие действующую лицензию на образовательную деятельность. Список вузов приведён в соответствии с данными сводного реестра лицензий, в список филиалов включены организации, участвовавшие в мониторинге Министерства образования и науки Российской Федерации 2016 года. По состоянию на 11 июля 2016 года в Ивановской области действующую лицензию имели 8 вузов и 5 филиалов.
Филиалы вузов, головные организации которых находятся в иных субъектах федерации, сгруппированы в отдельном списке. Порядок следования элементов списка — алфавитный.

## Список высших образовательных учреждений
| Название                                                      | Категория         | Статус      | Год основания | Месторасположение | Число студентов |
| ------------------------------------------------------------- | ----------------- | ----------- | ------------- | ----------------- | --------------- |
| Ивановский государственный медицинский университет            | государственный   | академия    | 1930          | Иваново           | 2492            |
| Ивановская государственная сельскохозяйственная академия      | государственный   | академия    | 1930          | Иваново           | 2159            |
| Ивановский государственный политехнический университет        | государственный   | университет | 2012          | Иваново           | 5652            |
| Ивановский государственный университет                        | государственный   | университет | 1974          | Иваново           | 4536            |
| Ивановский государственный химико-технологический университет | государственный   | университет | 1930          | Иваново           | 4556            |
| Ивановский государственный энергетический университет         | государственный   | университет | 1930          | Иваново           | 6162            |
| Ивановская пожарно-спасательная академия                      | государственный   | академия    | 1966          | Иваново           |                 |
| Иваново-Вознесенская духовная семинария                       | негосударственный | семинария   |               | Иваново           |                 |

## Список филиалов высших образовательных учреждений
| Название                                                                           | Категория         | Статус      | Год основания | Месторасположение | Месторасположение головной организации | Число студентов |
| ---------------------------------------------------------------------------------- | ----------------- | ----------- | ------------- | ----------------- | -------------------------------------- | --------------- |
| Ивановский филиал Института управления                                             | негосударственный | институт    | 1998          | Иваново           | Архангельск                            | 712             |
| Ивановский филиал Международного юридического института                            | негосударственный | институт    | 2000          | Иваново           | Москва                                 | 875             |
| Ивановский филиал Российского экономического университета имени Г. В. Плеханова    | государственный   | университет | 1959          | Иваново           | Москва                                 | 1402            |
| Ивановский филиал Российской академии народного хозяйства и государственной службы | государственный   | академия    | 1991          | Иваново           | Москва                                 | 531             |
| Шуйский филиал Ивановского государственного университета                           | государственный   | университет | 1952          | Шуя               | Иваново                                | 2419            |